# You're a Sweetheart
You're a Sweetheart (bra O Amor É... uma Delícia) é um filme estadunidense de 1937, do gênero comédia musical, dirigido por David Butler e protagonizado por Alice Faye e George Murphy.

## Sinopse
Um grande produtor da Broadway está para estrear o seu mais novo espetáculo. Sua estreia será no mesmo dia que ocorrerá um importante evento beneficente. Cabe a ele mentir dizendo que todos os ingressos do evento já foram vendidos para que no dia o seu espetáculo seja o centro das atenções de todos.

## Elenco
- Alice Faye – Betty Bradley
- George Murphy – Hal Adams
- Ken Murray – Don King
- Charles Winninger – Cherokee Charlie
- Andy Devine – Daisy Day
- William Gargan – Fred Edwards
- Frank Jenks – Harry Howe
- Donald Meek – Conway Jeeters
- Constance Moore

## Prêmios e indicações
Academy Awards (EUA) (1938)
- Recebeu uma indicação na categoria de "Melhor Direção de Arte".[2]